# Нола Исмайлоска-Старова
Нола Исмайлоска-Старова (на македонска литературна норма: Нола Исмајлоска-Старова) е политик от Северна Македония.

## Биография
Родена е на 6 ноември 1985 година в Струга, тогава в Социалистическа федеративна република Югославия. Тя е македонка мюсюлманка по произход от Струга.
В 2014 година е избрана за депутат от ВМРО – Демократическа партия за македонско национално единство в Събранието на Република Македония.
В 2016 година е отново избрана за депутат от ВМРО-ДПМНЕ.
След като на 19 октомври 2018 година гласува за конституционните промени за смяна на името на държавата заедно с другите шестима депутати гласували „за“ е изключена от ВМРО-ДПМНЕ и от парламентарната група.